# 寒河江ダム
寒河江ダム（さがえダム）は、山形県西村山郡西川町、一級河川・最上川水系寒河江川に建設されたダムである。
国土交通省東北地方整備局が管理する国土交通省直轄ダムで、高さ112メートルのロックフィルダム。寒河江川及び最上川の治水、山形市など山形県村山地方への利水と出力7万5,000キロワットの水力発電を目的とした特定多目的ダムで、山形県最大のダムである。白川ダムと共に総合的な管理が行われている。ダムによって形成された人造湖は月山より名を採って月山湖（がっさんこ）と命名され、西川町の推薦により財団法人ダム水源地環境整備センターが選定するダム湖百選に選ばれている。

## 沿革
寒河江川は最上川水系で最も早く河川開発が行われた河川である。鎌倉時代（建久年間）に農業用固定堰である二の堰が建設され、水力発電においても1898年（明治31年）に最上川水系初の白岩発電所が建設されている。戦後、最上川水系は1949年（昭和24年）に経済安定本部が策定した「河川改訂改修計画」の対象河川となり「第一次最上川改訂改修計画」を実施、置賜野川等に多目的ダムが建設された。さらに1954年（昭和29年）には国土総合開発法に基づく「最上特定地域総合開発計画」が実施され、鮭川などが河川開発の対象となった。1963年（昭和38年）になると改修計画が再度改訂され、ダムによる洪水調節が建設省（現・国土交通省）によって計画されたが1967年（昭和42年）の羽越豪雨、1969年（昭和44年）の集中豪雨で流域は甚大な被害を受け、治水事業の根本的な修正を迫られた。
建設省は置賜白川と寒河江川に特定多目的ダムを計画して、最上川水系の治水整備を向上させようとした。また山形市を始め県中央部は人口の増加によって上水道需要が増大、農地拡大や農業技術の進歩による収穫量増大に伴い新たな農業用水整備が流域から求められ、さらにオイルショック後の水力発電見直し機運に伴い新規の電源開発計画が東北電力によって計画された。こうした利水事業の需要もあいまって、中流域の主要支川である寒河江川に大規模な多目的ダムを建設する計画が1972年（昭和47年）より計画され、1974年（昭和49年）に「最上川水系工事実施基本計画」の改訂で本格的な事業として実施された。これが寒河江ダムである。

## 完成までの経緯
ダムは当初1982年（昭和57年）の完成を目標に事業計画がなされていたが、建設に伴い93戸が水没し関連移転を含めると112戸がダム建設の為に移転することから計画発表当初より建設に反対する運動が激しく、年余に亘って補償交渉が続けられた。1977年（昭和52年）3月23日には水源地域対策特別措置法の対象ダムに指定され、住民に対し補償金額の嵩上げや移転利子の補給、転職斡旋といった住民支援の他水没地域である西川町への地域支援を実施した。
西川町もダム建設を積極的に誘致し観光地である月山への道路整備を通じた地域振興を図った。多くのダム建設予定地では「ダムによって栄えた村はない」として反対の姿勢を崩さなかったが、西川町に関しては「ダムが出来てつぶれる町村は、出来なくても何れつぶれる」という発想でむしろダムを起爆剤として町興しを図る政策に転じた。折から1983年（昭和58年）のNHK連続テレビ小説・『おしん』の舞台になったこともあり、その傾向は強まった。当時財政難でもあったことから、ダムにより見込まれる固定資産税や電源三法による補助金収入を見越した誘致という面もあった。
最終的に補償交渉も妥結し、ダムは1990年（平成2年）に本体が竣工し、同年11月2日に完成・運用が開始された。計画発表から完成まで19年、移転を余儀無くされた住民は近隣各地へ転居していった。

## 目的
ダムは堤高112.0メートルの中央土質遮水壁型ロックフィルダム、総貯水容量は109,000,000トンであり山形県内では最大級のダムである。現在は国土交通省東北地方整備局・最上川ダム統合管理事務所によって白川ダム（置賜白川）、長井ダム（置賜野川、2011年完成）と共に効率的な運用が行われている。

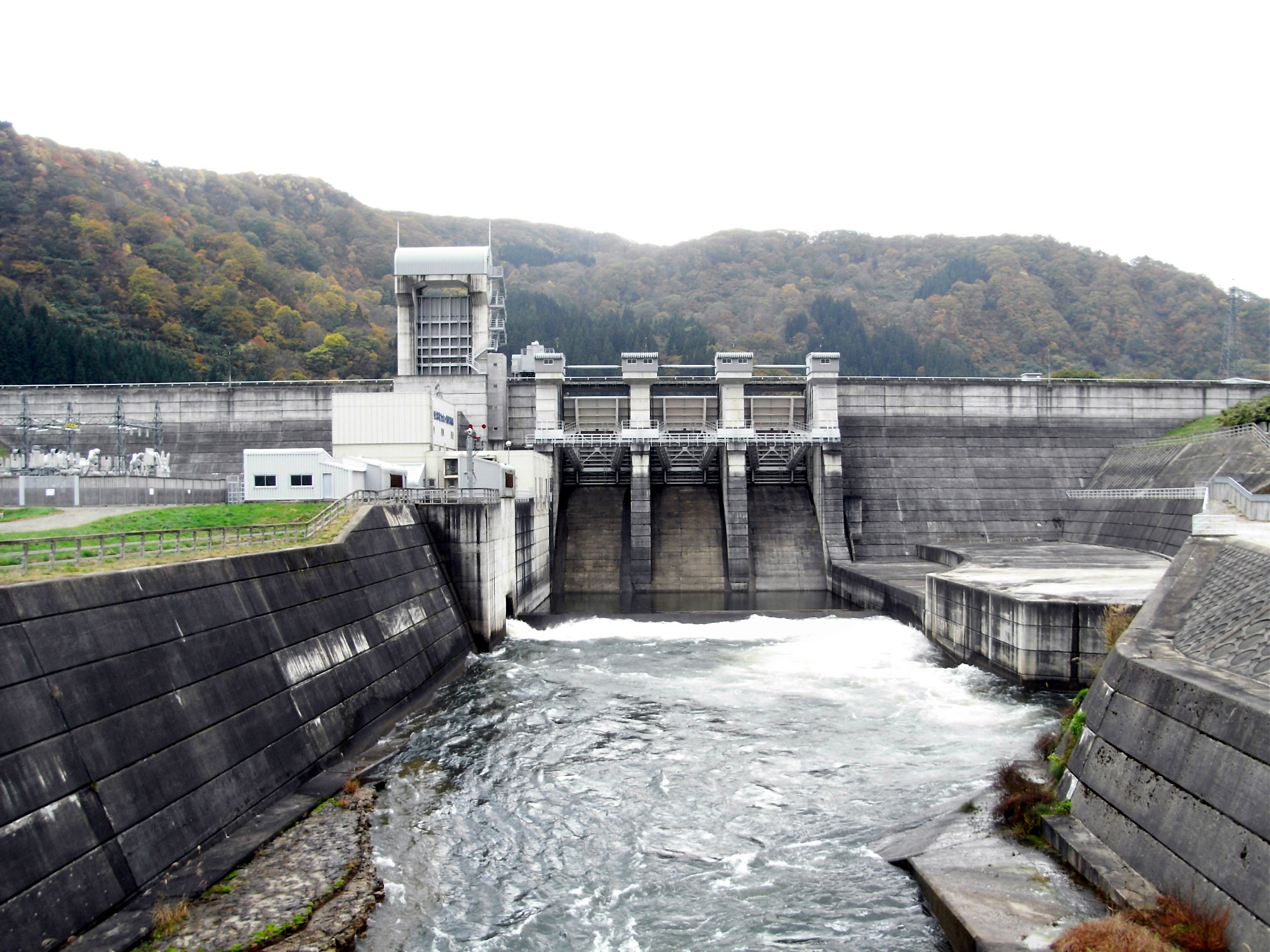
逆調整用の水ヶ瀞ダム。

目的は寒河江川の計画高水流量毎秒2,000トンを毎秒300トンに低減（毎秒1,300トンの洪水量カット）させる洪水調節、流域の既得農地9,047ヘクタールへの慣行水利権分の農業補給と寒河江川の河川環境維持を目的とした不特定利水、新庄地域・戸沢地域・村山地域5,158ヘクタールの農地に対する新規灌漑、山形市・上山市・天童市・寒河江市・東根市・村山市・東村山郡（山辺町・中山町）・西村山郡（西川町・河北町・大江町・朝日町）6市2郡6町への日量239,000トンの上水道供給、及び東北電力による地下式の本道寺発電所（認可出力：75,000キロワット）と直下流にある水ヶ瀞ダムを利用した逆調整池（放流された水量を平均化し、下流の増水を防止する）式の水ヶ瀞発電所（認可出力：5,000キロワット）による水力発電である。この両発電所は最上川水系で最大の水力発電所である。
なお、不特定利水についてはフラッシュ放流が毎年6月 - 11月の間、週1回実施されている。これは安定化し過ぎる流量維持によって藻類の異常繁殖や瀬・淵の平坦化を防止する為に人工的な小規模洪水を起こすもので、10時から15時の間毎秒10トンから30トンの少量を放流する。こうしたフラッシュ放流によって浮遊して淀んでいる藻類や雑草を除去し、瀬や淵を維持する事で寒河江川を定期的に清掃し河川生態系の保全を図っている。フラッシュ放流は全国20ダムで現在実施されている（詳細はフラッシュ放流の項を参照）。

## 月山湖

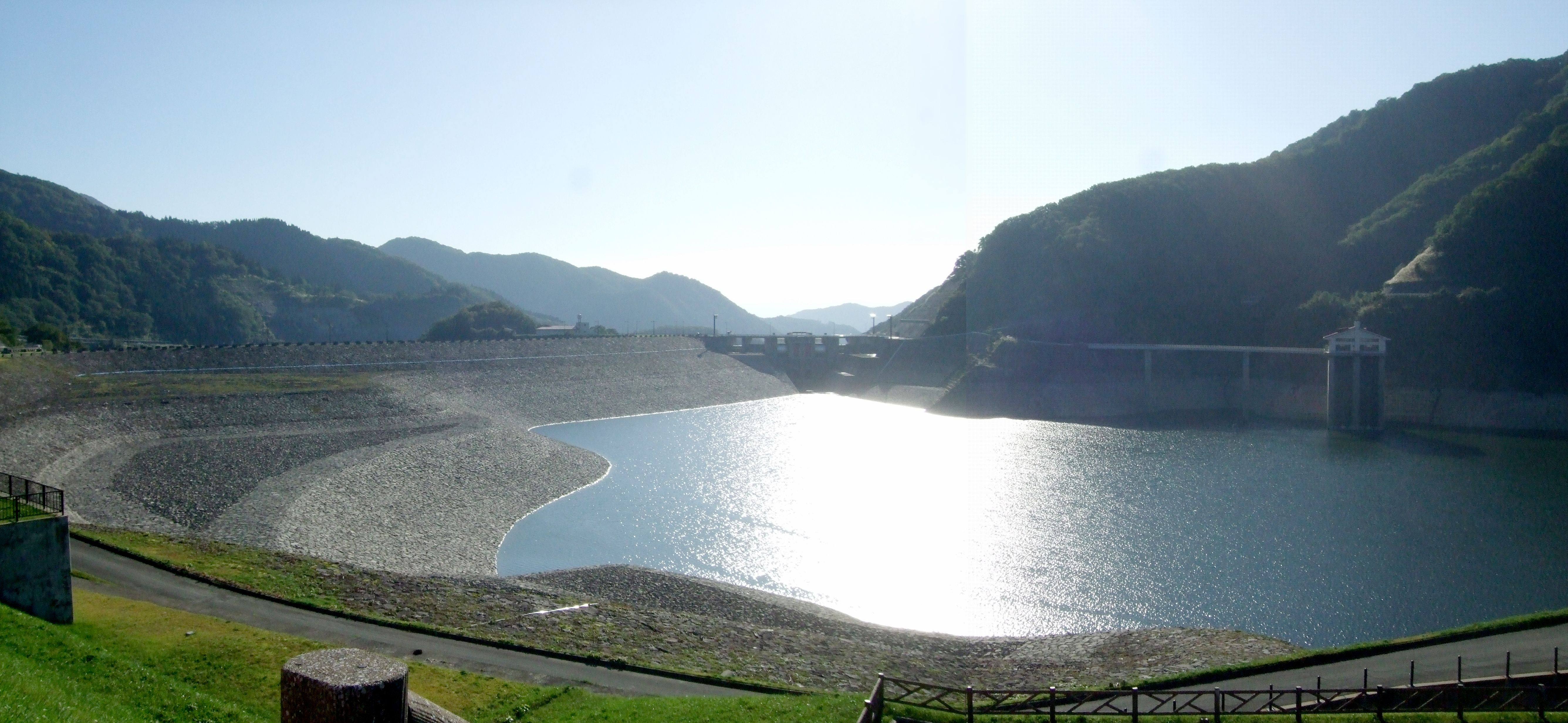
寒河江ダム展望広場よりみた月山湖

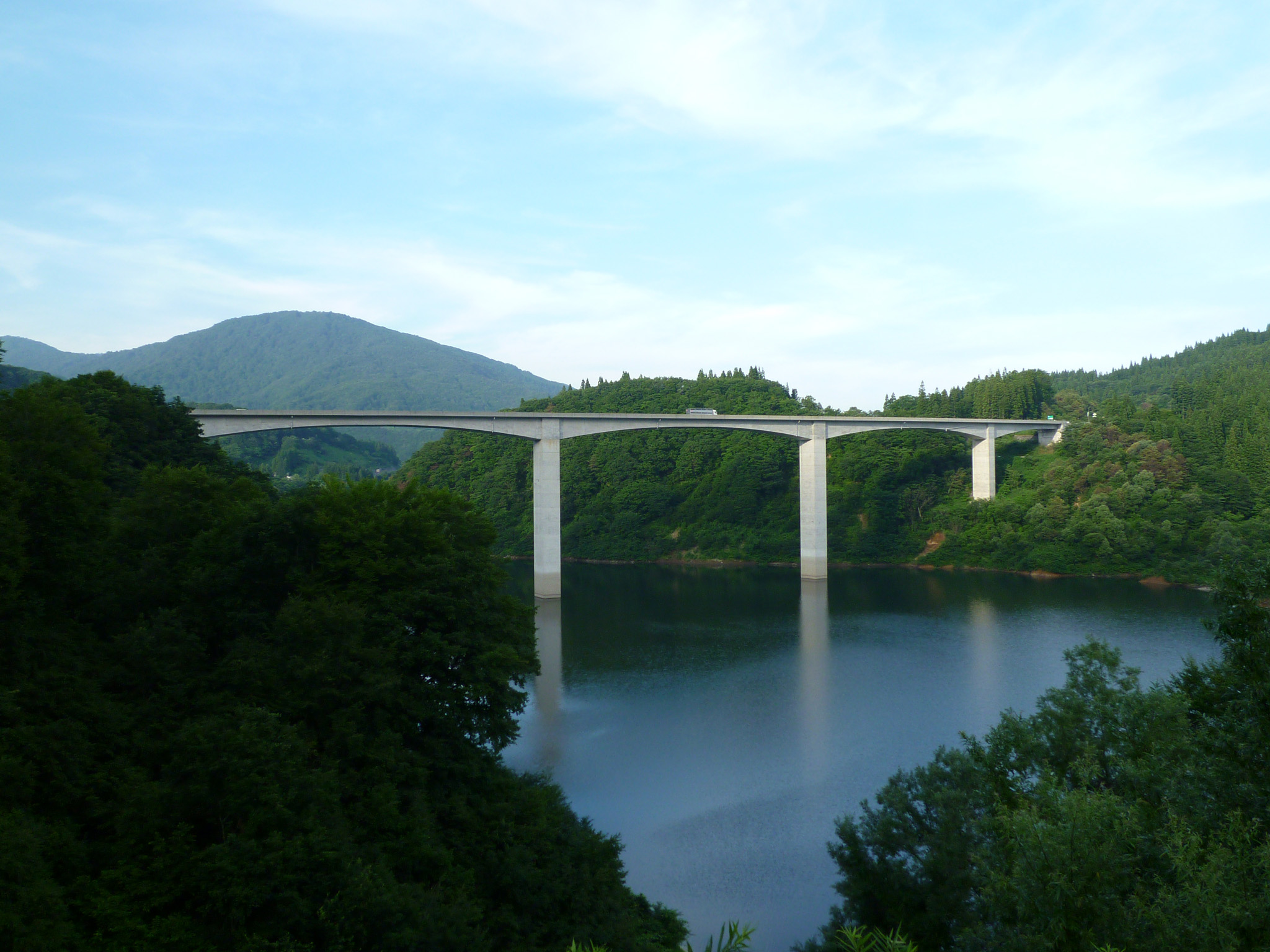
寒河江ダムをまたぐ山形自動車道(2012年8月4日撮影)

ダムによって出現した人造湖は霊峰・月山に因み「月山湖」と命名された。この付近には「月山」の名を冠した施設が多く、国道112号は通称「月山花笠ライン」と呼ばれ月山を貫くトンネルは「月山第一トンネル・月山第二トンネル」と命名。山形自動車道の終点が月山インターチェンジでその手前には月山湖パーキングエリア、そして山を挟んで反対側を流れる赤川水系梵字川に建設された国土交通省直轄ダムは「月山ダム」であり人造湖名は「あさひ月山湖」と命名されている。月山湖は2005年（平成17年）財団法人ダム水源地環境整備センターの選定する「ダム湖百選」に西川町の推薦で選ばれている。その西川町は「水の郷百選」にも選ばれている。
この月山湖には日本最大にして世界第4位の噴射能力を誇る月山湖大噴水がある。1989年（平成元年）より2年の月日を掛けて建設されたこの大噴水は、寒河江ダムのシンボルとして建設された。高さ112メートルの噴射能力を有しているが、試験噴射時には最高149メートルまで噴射されており、世界第2位の記録を持つ。4月から11月までの毎日、10時から17時までの間1時間に1回噴射される。この噴水は季節によって噴水の形を変え、それぞれ「春の舞」・「夏の舞」・「秋の舞」とネーミングされており、夜間にはライトアップも行われ幻想的な情景を醸し出す。
月山湖はアユ・ニジマス・イワナ・ヤマメ・ハヤなどが釣れる魚の宝庫であり、多くの釣り客で賑わう。但し漁業権は最上第二漁業協同組合が管轄しており事前に問い合わせをした方が無難である。ダム湖へのボートなどの持ち込み利用は最上川ダム統合管理事務所の事前申し込みが必要であり、噴水付近からダムサイトまでは進入禁止区間である。月山湖は山形市を始め流域12市町村、約550,000人の水源でもある為禁止事項に反する行為を行うと河川法違反で処罰されるのでルールを守った利用が肝要である。
ダムへは山形自動車道・月山インターチェンジより国道112号を寒河江・西川方面に戻ると10分程度で到着する。付近は磐梯朝日国立公園の区域内であり月山は夏スキーのメッカである他秋の紅葉も美しく、月山湖上流の弓張平公園等のレクリェーション施設もある。更にこの国道112号は山形市・米沢市と酒田市・鶴岡市を結ぶ重要なルートであり、こうした道路整備の結果寒河江ダム・月山湖・月山とその周辺は山形県内の一大観光地として成長、『おしん』の海外放映もあって外国人観光客も多く訪れる。ダム建設前、ダムを起爆剤として町興しを図った西川町の目論みは当たったといえる。

## 「112」という数字
因みにこの寒河江ダムには、「112」という数字にまつわるエピソードが多い。これだけ同一数字が符合しているのも珍しい。
- ダムの高さが112メートル。
- ダムによって移転した家屋が112戸。
- ダムの完成式典日が1990年11月2日、しかも11時20分に開始。
- ダムの傍を通るのは国道112号。
- 月山湖大噴水の高さが112メートル。

## 寒河江ダムスポーツ広場
寒河江ダムのすぐ傍には総面積7.9haから成る寒河江ダムスポーツ広場が整備されている。ターゲットバードゴルフやパターゴルフ、クロッケーゴルフやグラウンドゴルフが楽しめる他、テニスコートやバーベキュー炉、自由広場もある。利用期間は6月1日〜10月31日の間となっており、利用時間は午前9時〜午後4時30分。月曜日が定休日となっている（祝・祭日に当たる場合は翌日）。

## ギャラリー

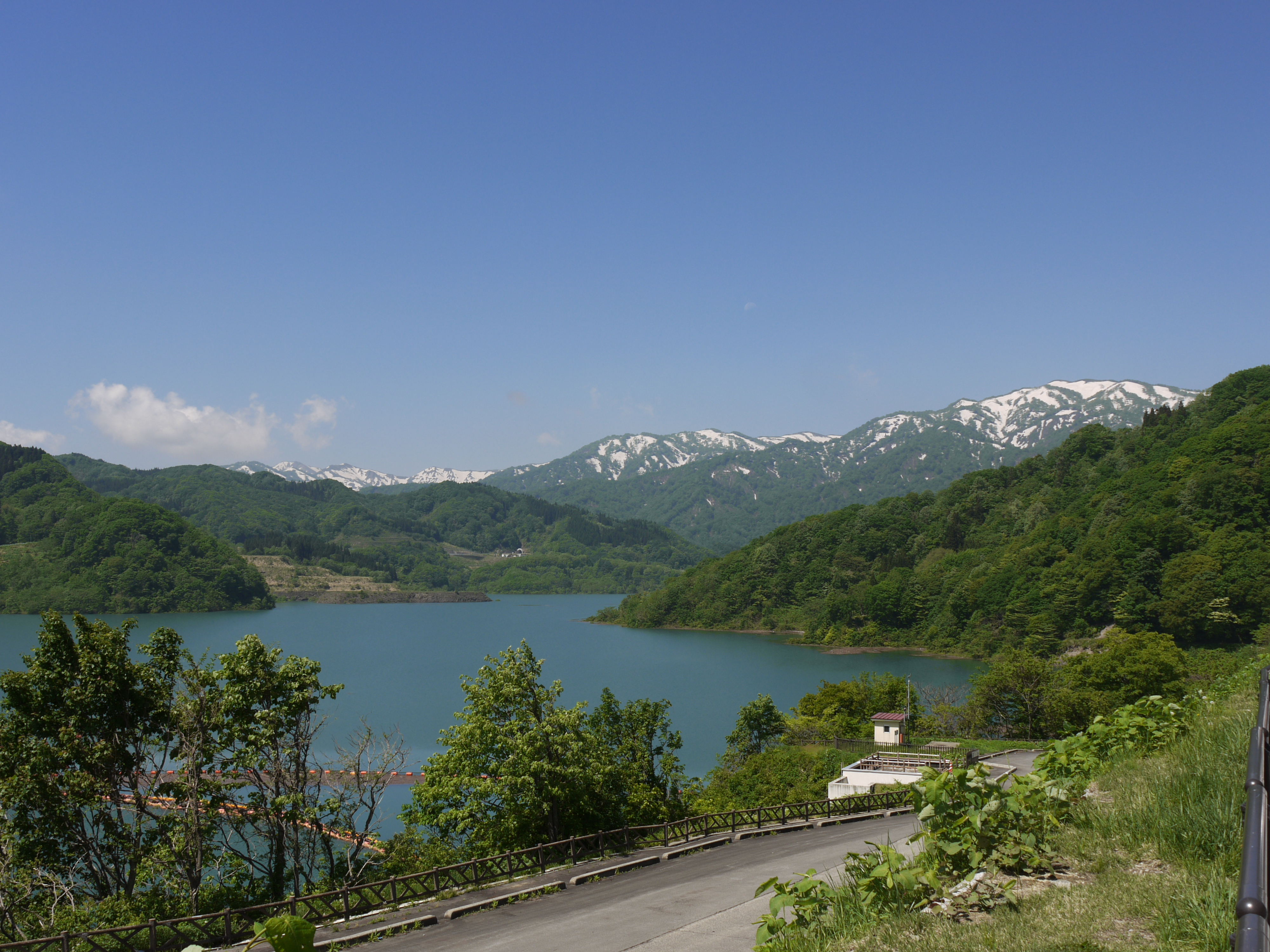
月山湖 春の様子（2013年5月31日）
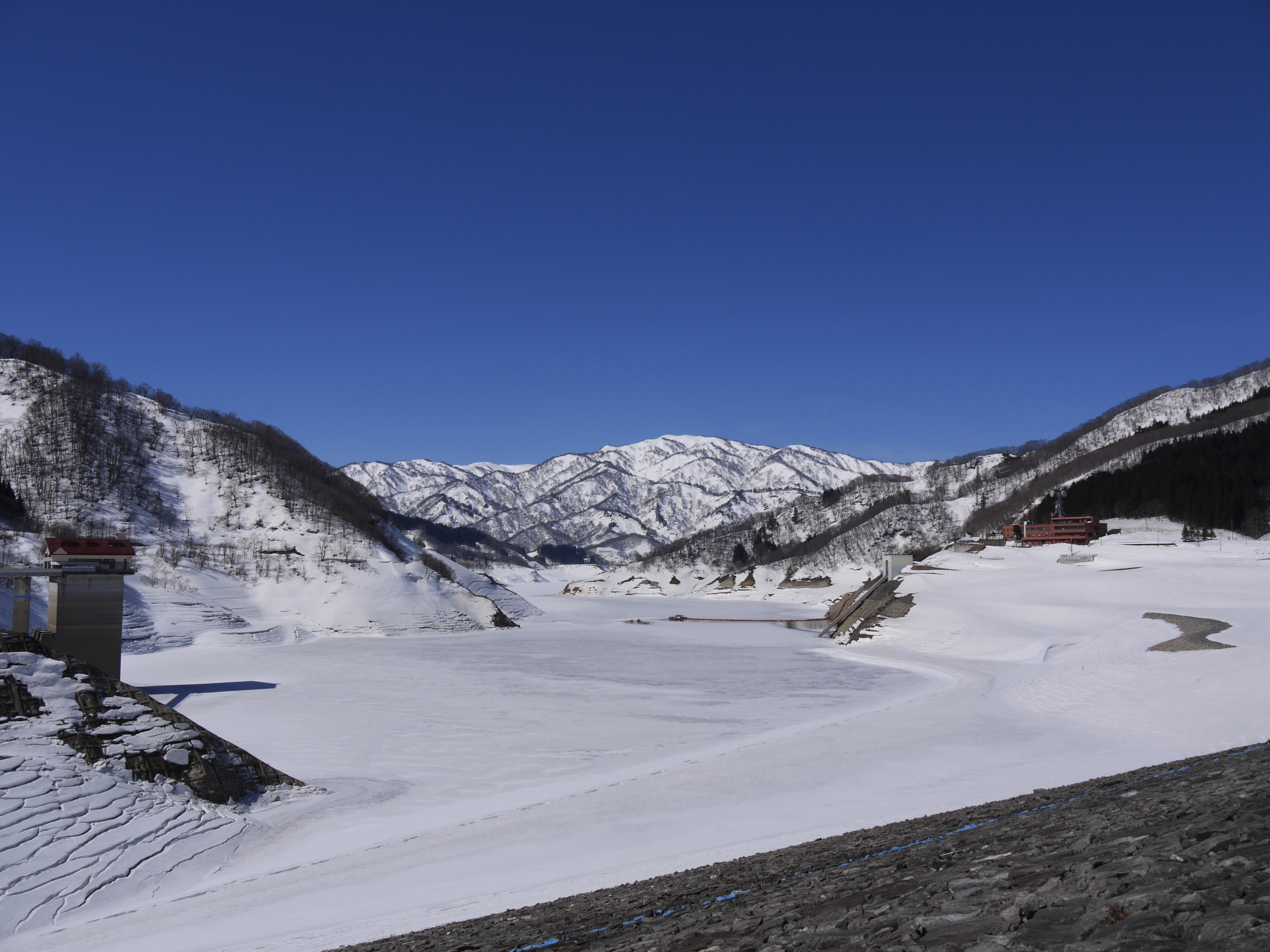
月山湖 初春の様子（2013年3月17日）
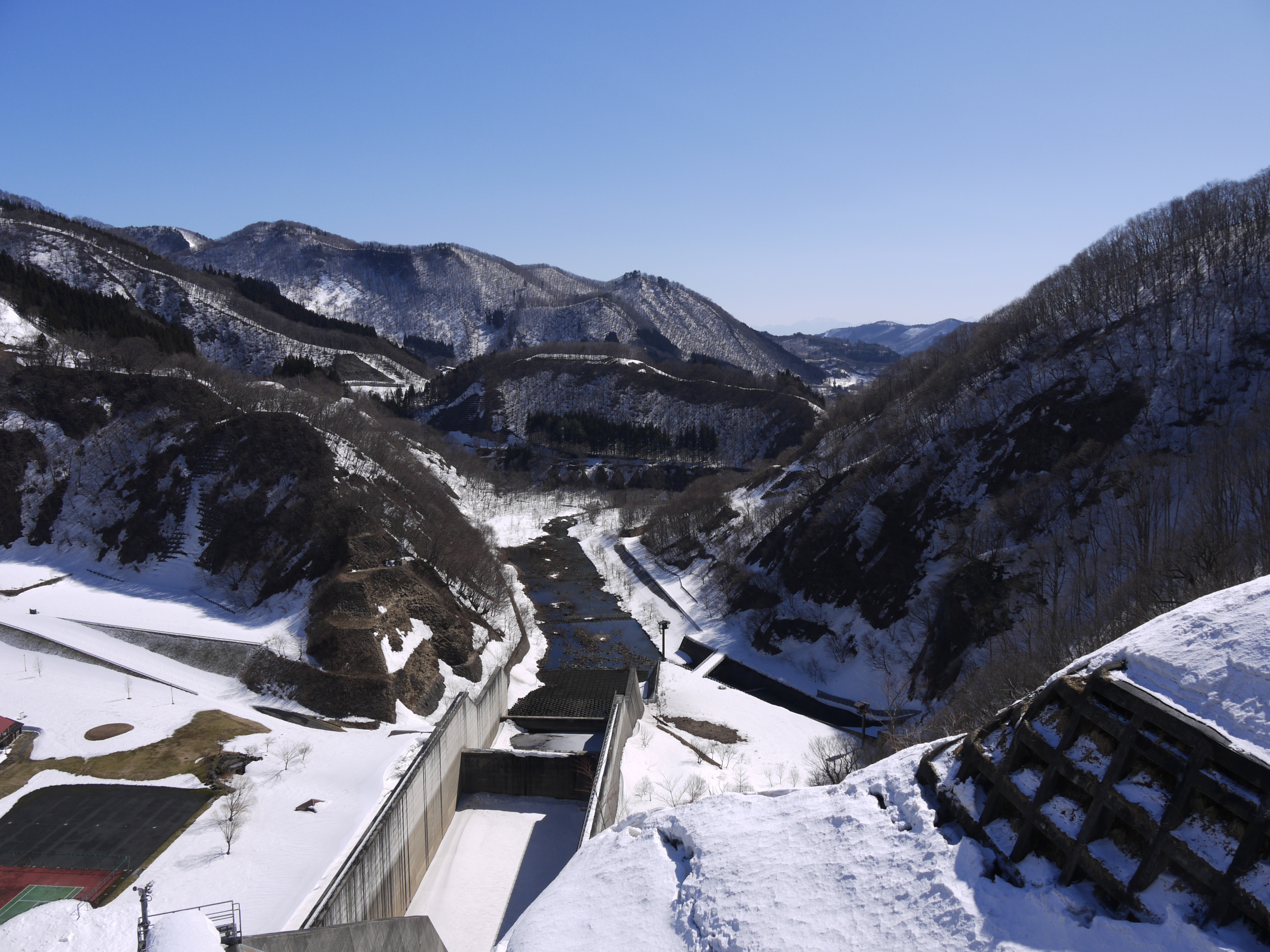
天端からの眺望（2013年3月17日）
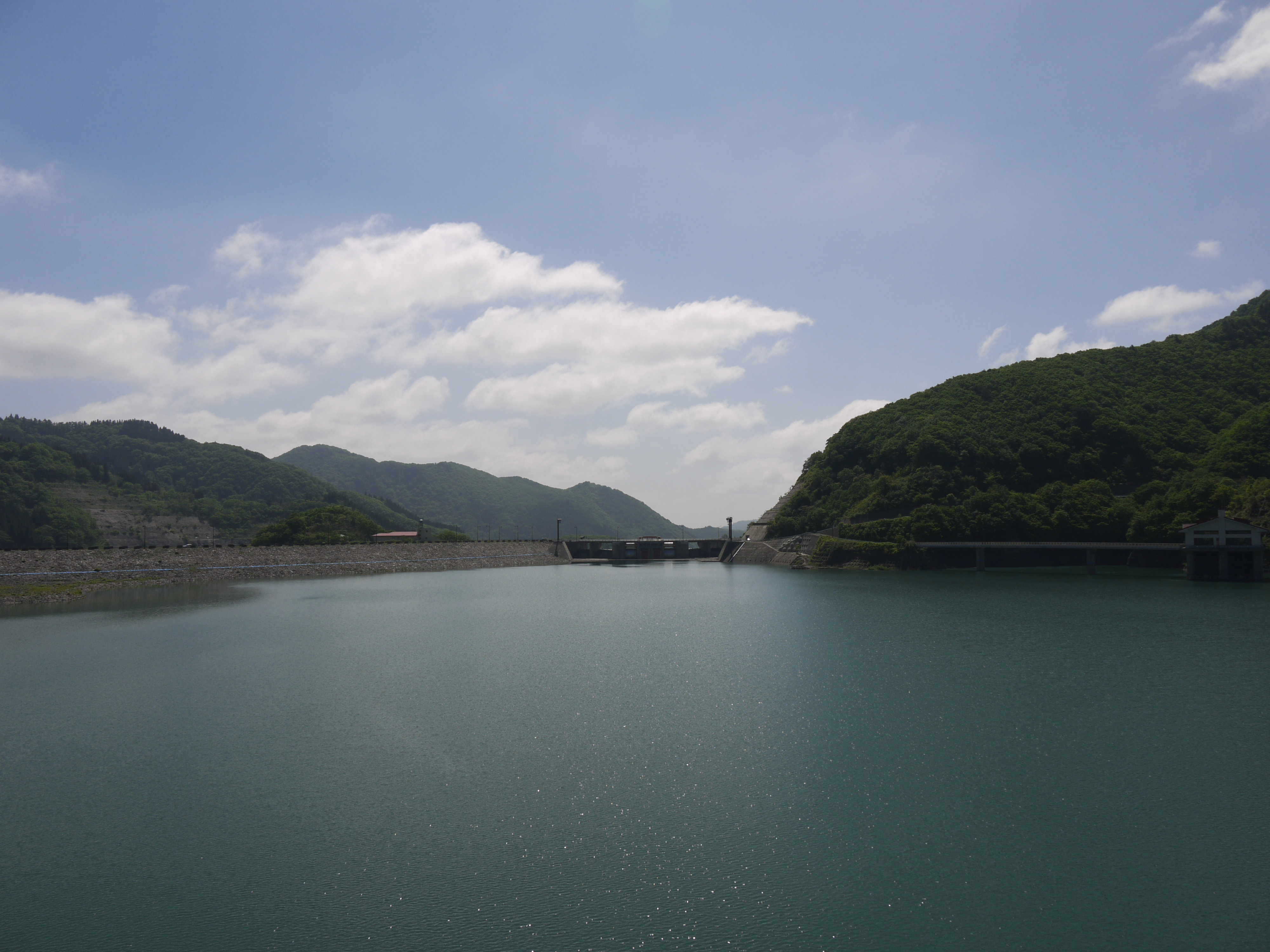
ダム湖から望むダム堤体（2013年5月31日）
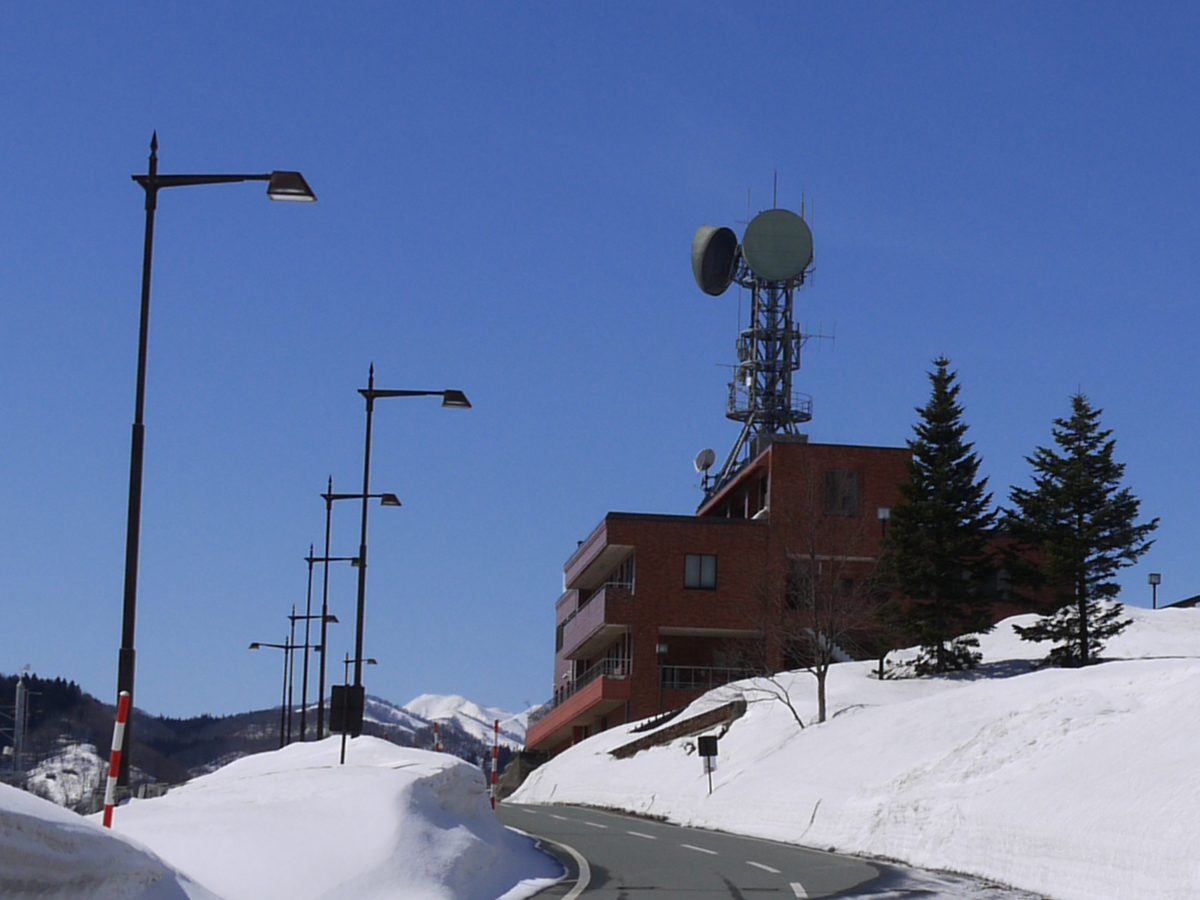
寒河江ダムに設置されている最上川ダム統合管理事務所（2013年3月17日）